# Cueva de Spy
La cueva o gruta de Spy (en francés: 'Grotte de Spy'; en valón: 'li Bètche al Rotche', Bec-aux-Roches, o 'pico de las Rocas') es una cueva belga que se encuentra cerca de Spy en el municipio de Jemeppe-sur-Sambre, sobre el río Orneau, al sur de la ciudad de Onoz, en la provincia de Namur, Región Valona.
La gruta se abre sobre un acantilado de 20 metros, de configuración muy abrupta, con un roquedo sólido en el que se abre una gran oquedad de 4 a 5 metros de alto por 6 a 11 metros de profundidad dividido en dos por un pilar masivo con chimeneas. A la izquierda, a media altura, hay una espectacular arcada. La gruta está situada en una propiedad privada, y el acceso se autoriza por el bosque comunal de Spy o por el camino vecinal que sigue el curso del Ornau. La escalada está prohibida.
Debido a su importancia paleontológica, ha sido clasificada como Patrimonio mayor de Valonia.

## Descubrimientos paleontológicos

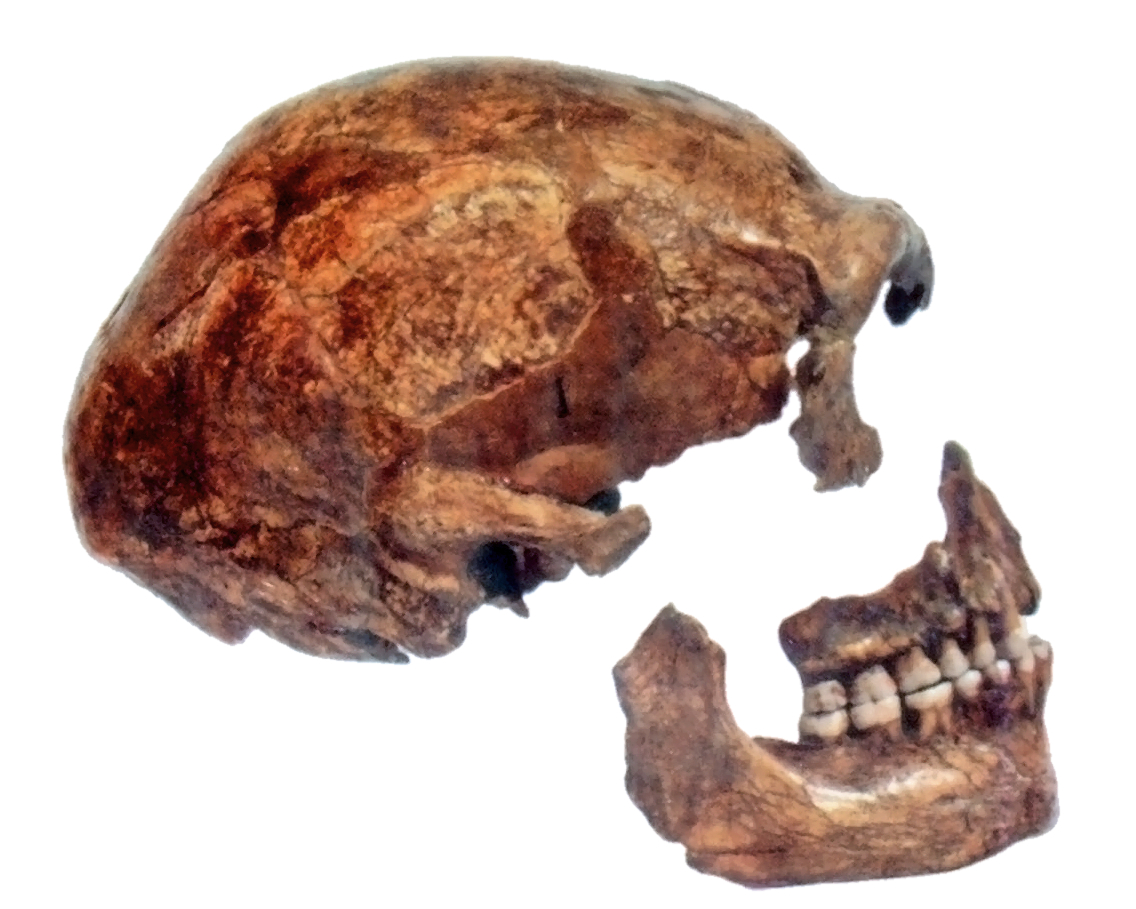
Restos del Hombre de Spy (Spy 2).

Es uno de los yacimientos paleolíticos más importantes de Europa, y ha sido objeto de muchas excavaciones con la recuperación de muchos restos. En 1886 se hizo un descubrimiento que aún representa un episodio importante en la historia de la ciencia. Un
equipo procedente de Lieja, consistente en un arqueólogo (Marcel de Puydt), un geólogo (Max Lohest) y un paleontólogo (Julien Fraipont) descubrieron fósiles de lo que se denominó el «Hombre de Spy», y que mostraron a la comunidad internacional como prueba de la existencia de un tipo más antiguo de humano que posteriormente se asoció a la especie Homo neanderthalensis. Al ser uno de los primeros hallazgos, tras el de Gibraltar y el de Neanderthal, fue de gran importancia histórica. El hallazgo consistió en tres esqueletos asociados estratigráficamente a industria musteriense. En otros niveles subyacentes se halló industria auriñaciense y gravetiense.Julien Fraipont publicó información sobre la cueva en una revista estadounidense.